# سریمانتاکاتی
سریمانتاکاتی (به لاتین: Srimantakati) یک روستا در بنگلادش است که در استان باریسال و در ناحیه پیروج‌پور واقع شده است.